# La Traque (film, 2011)
Pour les articles homonymes, voir La Traque.
Pour plus de détails, voir Fiche technique et Distribution.
La Traque est un  film français réalisé par Antoine Blossier et sorti en 2011.

## Synopsis
Une nuit, plusieurs cerfs se jettent inexplicablement sur la clôture électrique d'une exploitation agricole. Apercevant de profondes traces de morsures sur les cadavres des bêtes, les propriétaires de l'exploitation comprennent qu'un prédateur sévit dans les bois alentour. Décidée à le chasser, la famille d'agriculteurs s'enfonce au cœur de la forêt voisine. Stupéfaits, ils constatent que la nature environnante se meurt, ravagée par un mal inconnu. Alors que le soleil décline, des hurlements retentissent autour d'eux. Les chasseurs sont devenus les proies...

## Fiche technique
- Titre : La Traque
- Réalisation : Antoine Blossier
- Scénario : Antoine Blossier et Erich Vogel
- Photographie : Pierre Aïm
- Musique : Romaric Laurence
- Montage : Nicolas Sarkissian
- Décors : Bettina Von Den Steinen
- Son : Vincent Lefebvre, Germain Boulay, Jérôme Wiciak et Serge Rouquairol
- Costumes : Agnès Béziers
- Pays d'origine :  France
- Durée : 80 min
- Date de sortie :
  - France : 13 juillet 2011
- Film interdit aux moins de 12 ans lors de sa sortie

## Distribution
- Grégoire Colin : Nathan
- François Levantal : Nicolas
- Fred Ulysse : Éric
- Joseph Malerba : David
- Isabelle Renauld : Isabelle
- Bérénice Bejo : Claire